# Boris Petrović-Njegoš
Titre
Prince héréditaire de Monténégro
Depuis le 24 mars 1986
(38 ans, 10 mois et 27 jours)
Signature
Boris Petrović-Njegoš, né Boris Petrovitch-Njegosh (21 janvier 1980, Les Lilas, France), est le fils du prince Nicolas Petrovitch-Njegosh, héritier du trône de Monténégro. Second dans l'ordre de succession au trône, il porte le titre (de courtoisie) de grand-duc de Grachavie et de Zeta.

## Biographie

### Famille
Son père, le prince Nicolas, né et élevé en France, ne prit que tardivement conscience de son héritage dynastique, et déclara qu'il « n'aspire pas à devenir roi lui-même », même s'il affirme que la monarchie apporterait la stabilité dont le Monténégro a besoin. Il a souvent déclaré que son fils Boris pourrait bien être celui qui, un jour, restaurerait la monarchie au Monténégro, malgré le fait qu'il ne connaisse encore « rien à la politique ni aux véritables us et coutumes du pays, ainsi que son histoire ».  
Le 12 mai 2007, Boris épouse Véronique Haillot Canas da Silva (née le 27 juillet 1976 à São Sebastião da Pedreira, Portugal), une architecte, fille d'António Canas da Silva et Anne Haillot. Le couple a donné naissance à deux filles, portant le prédicat d'altesse  :
- la princesse Milena Petrović-Njegoš (née le 11 février 2008).
- la princesse Antonia Petrović-Njegoš (née en 2013)

### Études et carrière
Le prince Boris est diplômé depuis 2005 de l'École nationale supérieure des arts décoratifs de Paris. Pendant ses études, il s'est orienté vers la création typographique assistée par ordinateur. Il occupe aujourd'hui les fonctions de responsable du design digital pour les marques Renault et Dacia.

## Titulature
- 21 janvier 1980 : Son Altesse le prince Boris Petrovitch-Njegosh (naissance) ;
- 24 mars 1986 : Son Altesse Royale le prince héréditaire de Monténégro ;
- 21 janvier 2001 : Son Altesse Royale le prince héréditaire de Monténégro, grand-duc de Grachavie et Zeta.

## Ordres et décorations

### Monténégro
- « Vice-grand maître, grand chancelier et chevalier de l'ordre de Petrović-Njegoš (en) » (2012)
- « Vice-grand maître, grand chancelier et chevalier grand-croix de l'ordre du prince Danilo Ier » (2012)
- « Vice-grand maître, grand chancelier et chevalier de l'ordre de Saint-Pierre de Cetinje » (2012)

### Italie
- Grand-croix de l'ordre des Saints-Maurice-et-Lazare (maison de Savoie)

### Allemagne
- Grand-croix avec couronne en minerai de l'ordre de la Couronne des Wendes (Maison de Mecklembourg)